# Worcester Castle
Worcester Castle är ett slott i Storbritannien.   Det ligger i grevskapet Worcestershire och riksdelen England, i den södra delen av landet, 160 km nordväst om huvudstaden London. Worcester Castle ligger 19 meter över havet.
Terrängen runt Worcester Castle är huvudsakligen platt. Worcester Castle ligger nere i en dal. Runt Worcester Castle är det ganska tätbefolkat, med 179 invånare per kvadratkilometer. Närmaste större samhälle är Worcester, 0,31 km norr om Worcester Castle. Trakten runt Worcester Castle består till största delen av jordbruksmark.